# Marta DuBois
Marta Estela DuBois (* 15. Dezember 1952 in David, Chiriquí, Panama; † 8. Mai 2018 in Los Angeles, Kalifornien, Vereinigte Staaten) war eine panamaische Filmschauspielerin, die hauptsächlich in US-amerikanischen Fernsehproduktionen mitwirkte.

## Leben
DuBois stammte aus Panama und wirkte zwischen 1979 und 2015 in fünf Kinofilmen, 20 Fernsehfilmen und 36 Fernsehserien mit. Bereits bei ihrem Schauspieldebüt in dem Drama Boulevard des Todes spielte sie eine größere Nebenrolle. Ab 1981 spielte sie eine wiederkehrende Nebenrolle in der Krimiserie Magnum und von 1982 bis 1983 eine Hauptrolle in der Actionserie Die Himmelhunde von Boragora. Danach spielte sie bis in die frühen 2000er Jahre vor allem Gastrollen in zahlreichen Fernsehserien. Ab 2005 erlangte sie noch einmal größere Bekanntheit in der Rolle von Sergeant Roberta Hansen in der Krimi-Filmreihe Ein Fall für McBride.
DuBois starb am 8. Mai 2018 in Los Angeles an einem Hirnaneurysma.

## Filmografie
- 1979: Boulevard des Todes
- 1980: Vegas (Fernsehserie, eine Folge)
- 1980–1984: Trapper John, M.D. (Fernsehserie, drei Folgen)
- 1981–1988: Magnum (Fernsehserie, sechs Folgen)
- 1982: McClain's Law (Fernsehserie, eine Folge)
- 1982: Shannon (Fernsehserie, eine Folge)
- 1982: Die Zeitreisenden (Fernsehserie, eine Folge)
- 1982–1983: Die Himmelhunde von Boragora (Fernsehserie, 22 Folgen)
- 1983: Grace Kelly (Fernsehfilm)
- 1983: Hardcastle & McCormick (Fernsehserie, eine Folge)
- 1983: Matt Houston (Fernsehserie, eine Folge)
- 1984: Trio mit vier Fäusten (Fernsehserie, eine Folge)
- 1984: Hawaiian Heat (Fernsehfilm)
- 1984: Das A-Team (Fernsehserie, eine Folge)
- 1985: MacGruder and Loud (Fernsehserie, eine Folge)
- 1985: Generation (Fernsehfilm)
- 1986: Die Fälle des Harry Fox (Fernsehserie, eine Folge)
- 1986: Johnnie Mae Gibson: FBI (Fernsehfilm)
- 1986: Der Mann vom anderen Stern (Fernsehserie, eine Folge)
- 1987: MacGyver (Fernsehserie, eine Folge)
- 1987: L.A. Law – Staranwälte, Tricks, Prozesse (Fernsehserie, eine Folge)
- 1988: Die glorreichen Zwei (Fernsehserie, eine Folge)
- 1988: Deadline: Madrid (Fernsehfilm)
- 1988–1992: Matlock (Fernsehserie, drei Folgen)
- 1989: Der unheimliche Hulk vor Gericht (Fernsehfilm)
- 1990: Fear – Todesangst
- 1991: Raumschiff Enterprise – Das nächste Jahrhundert (Fernsehserie, eine Folge)
- 1991: She-Wolf of London (Fernsehserie, eine Folge)
- 1992: Land of the Lost (Fernsehserie, eine Folge)
- 1992–1998: Palm Beach-Duo (Fernsehserie, eine Folge)
- 1994: Mord ist ihr Hobby (Fernsehserie, eine Folge)
- 1994–1995: Martin (Fernsehserie, zwei Folgen)
- 1995: Dead Badge – Im Fadenkreuz der Killer-Cops
- 1995: Renegade – Gnadenlose Jagd (Fernsehserie, eine Folge)
- 1995: Ein Strauß Töchter (Fernsehserie, zwei Folgen)
- 1995: Walker, Texas Ranger (Fernsehserie, eine Folge)
- 1996: Midnight Heat (Fernsehfilm)
- 1996: High Tide – Ein cooles Duo (Fernsehserie, eine Folge)
- 1996: Time Well Spent (Fernsehfilm)
- 1997: Trials of Life (Fernsehfilm)
- 1998: Picture of Priority
- 1999: Luminarias
- 2000: King of Queens (Fernsehserie, eine Folge)
- 2000: That's Life (Fernsehserie, eine Folge)
- 2001: Eben ein Stevens (Fernsehserie, eine Folge)
- 2001: Lady Cops – Knallhart weiblich (Fernsehserie, eine Folge)
- 2004: Passions (Fernsehserie, zwei Folgen)
- 2005: McBride: The Chameleon Murder (Fernsehfilm)
- 2005: McBride: Murder Past Midnight (Fernsehfilm)
- 2005: McBride: It's Murder, Madam (Fernsehfilm)
- 2005: McBride: The Doctor Is Out… Really Out (Fernsehfilm)
- 2005: McBride: Tune in for Murder (Fernsehfilm)
- 2005: McBride: Anybody Here Murder Marty? (Fernsehfilm)
- 2006: McBride: Fallen Idol (Fernsehfilm)
- 2006: McBride: Requiem (Fernsehfilm)
- 2007: McBride: Semper Fi (Fernsehfilm)
- 2007: McBride: Dogged (Fernsehfilm)
- 2008: Lone Rider (Fernsehfilm)
- 2010: Law & Order: Los Angeles (Fernsehserie, eine Folge)
- 2013: Bones – Die Knochenjägerin (Fernsehserie, eine Folge)
- 2015: Click Gospel Now (Fernsehserie, eine Folge)